# Далматов Іван Петрович
Іван Петрович Далматов (2 вересня 1905, В'ятська губернія, тепер Кіровська область, Російська Федерація — 1968, місто Москва, тепер Російська Федерація) — радянський діяч, заступник голови Ради міністрів РРФСР, ректор Московського державного педагогічного інституту імені Леніна. Кандидат філософських наук (1951), доцент. Депутат Верховної ради РРФСР 2-го скликання. 

## Життєпис
Народився в родині шевця. У 1924 році закінчив педагогічний технікум та працював вчителем у сільській школі.
У 1928 році закінчив суспільно-економічне відділення В'ятського педагогічного інституту.
З 1928 року працював викладачем меліоративного технікуму та ветеринарно-зоотехнічного інституті у місті В'ятці. Член ВКП(б).
У 1935—1940 роках — викладач філософії Горьковського педагогічного інституту.
У грудні 1940 — 1942 року — лектор, заступник завідувача відділу пропаганди та агітації Горьковського обласного комітету ВКП(б).
У 1942—1945 роках — секретар Вологодського обласного комітету ВКП(б).
У 1945—1947 роках — заступник завідувача відділу шкіл ЦК ВКП(б).
У січні 1947 — 20 квітня 1949 року — заступник голови Ради міністрів Російської РФСР.
З 1949 до 1951 року навчався в аспірантурі Академії суспільних наук при ЦК ВКП(б), захистив дисертацію на здобуття наукового ступеня кандидата філософських наук.
З 1951 року працював у Московському державному педагогічному інституті імені Леніна, де обіймав посади доцента, професора, завідувача кафедри філософії. У 1960—1961 роках — директор Московського державного педагогічного інституту імені Леніна (в цей період відбувалося укрупнення інституту: до нього був приєднаний Московський міський педагогічний інститут імені Потьомкіна). У 1961—1963 роках — ректор Московського державного педагогічного інституту імені Леніна. З березня 1963 до 1968 року працював завідувачем кафедри філософії Московського державного педагогічного інституту імені Леніна.
Помер 1968 року в Москві. Похований в колумбарії Новодівичого цвинтаря Москви.

## Нагороди
- орден Трудового Червоного Прапора